# Massimo Ravazzolo
 Massimo Ravazzolo  (né le 5 septembre 1972 à Calvisano, en Italie) est un joueur italien de rugby à XV qui évolue pour l'Équipe d'Italie de rugby à XV, jouant arrière, d'1,88 m pour 95 kg.

## Biographie
Massimo Ravazzolo a honoré sa première cape internationale le 17 juin 1993 à Perpignan contre la Croatie, dans le cadre des Jeux Méditerranéens (match gagné 76-11).

Originaire de Calvisano, il a été formé au Rugby Calvisano. 
Il joue depuis 2001 avec le Rugby Calvisano en championnat italien et en Coupe d'Europe de rugby à XV.
Il a disputé 25 matchs de la grande Coupe d'Europe et il a inscrit 5 essais.
Après la saison 2005-2006, sa 18e saison au club, il part rejoindre le club de Gran Rugby Parme.

## Équipe nationale
- 23 sélections avec l'équipe d'Italie de 1993 à 1998
- 3 essais
- 15 points
- Sélections par année : 5 en 1993, 4 en 1994, 6 en 1995, 4 en 1996, 4 en 1997.
- Coupe du monde de rugby disputée: 1995 (1 match, 1 comme titulaire)

## Parcours en club
- Rugby Calvisano  Italie 1990-2006
- SKG Gran Parme  Italie 2006-2007
- Rugby Brescia  Italie 2007-2009
- Rugby Calvisano  Italie 2009-2011
- Rugby Reggio Associazione Sportiva  Italie (entraîne 3/4) 2011-2012

## Palmarès en club
- Champion d'Italie : 2005
- Vainqueur de la Coupe d'Italie : 2004